# Lo Tossal (Sant Esteve de la Sarga)
Lo Tossal és un cim de 957,9 metres d'altitud que es troba en el Montsec d'Alsamora, sector del Montsec d'Ares proper al poble d'Alsamora. Pertany al terme de Sant Esteve de la Sarga, del Pallars Jussà.
És a prop i a l'oest-sud-oest del poble d'Alsamora, prop del lloc de les Collades.